# 比什凯克
比什凯克（柯尔克孜语西里尔字母：Бишкек，阿拉伯字母：بىشكەك），吉尔吉斯共和国的首都，靠近哈薩克斯坦-吉爾吉斯斯坦邊境，亦是該國的政治、經濟、交通、科教及文化中心。根據2023年的統計，其人口約為114萬人。
1825年，浩罕汗国建立了“比什凯克”要塞，以控制當地的商隊路線和向吉爾吉斯部落徵收貢品。1860年9月4日，在吉尔吉斯斯坦的批准下，由阿波羅·齊默爾曼上校率領的俄羅斯軍隊摧毀了這座堡壘。如今，堡壘遺址位於新主清真寺附近的吉贝克乔鲁街以北一點處。[6] 1868 年，俄羅斯帝國在堡壘的原址上建立了一個定居點，其原名“Pishpek”。位於俄羅斯突厥斯坦及其塞米雷奇州的總督轄區內。
1925年，喀拉-吉爾吉斯自治州在俄羅斯突厥斯坦成立，並將比什凯克提升為首都地位。1926 年，苏联共产党以出生於此的布尔什维克軍事領袖米哈伊尔·瓦西里维奇·伏龙芝的名字，將這座城市重新命名為伏龍芝（Frunze） 。1936年，伏龍芝市成為吉尔吉斯苏维埃社会主义共和国的首都，1991年蘇聯解體後，吉爾吉斯斯坦議會將首都名稱改為比什凱克。
比什凱克海拔約800公尺，城市在天山山脉延伸的阿拉圖山脈的北部邊緣。這些山脈高達 4,895公尺。在城市的北部，肥沃而起伏的草原向北延伸到鄰近的哈薩克。當前的比什凱克是一座擁有寬闊林蔭大道和大理石公共建築的城市，城市各地周圍環繞著眾多蘇聯風格的公寓樓。還有數以千計的小型私人建造的房屋，大部分位於市中心之外。街道呈網格狀。

## 地名沿革
比什凱克是吉爾吉斯族人自古以來對該市的稱呼，其吉爾吉斯語的意思是「攪拌馬奶的棒子」。
1878年俄國人將該地稱為必茨伯克（俄語：Пишпек），1926年吉爾吉斯加入蘇聯，成為其中一個加盟共和國——吉爾吉斯蘇維埃社會主義共和國。比什凱克亦成為此加盟共和國首府，為紀念在吉爾吉斯出生的蘇聯和吉爾吉斯共產黨軍事家米哈伊尔·伏龙芝，當地政府將比什凱克改稱為伏龍芝（俄語：Фрунзе）。
隨著吉爾吉斯於1991年脫離蘇聯獨立，吉爾吉斯斯坦政府於同年2月7日恢復比什凱克的地名。

## 歷史
比什凱克是中亞地區的古代重鎮，是古代絲綢之路其中一條經過天山山脈，貫通西域和中亞草原的要道所經的驛站。
1825年，烏兹別克族人與浩罕族人在該處建立泥造的堡壘。後來在1862年俄罗斯帝国吞併浩罕地區，將泥堡大肆破壞，再將該地區發展為俄國的軍事要塞。
現代的比什凱克市由俄羅斯人於1877年在這裡建立軍事設施開始，俄羅斯人認為這裡土地肥沃，適合農耕，故大力鼓勵俄羅斯農民到當時稱作「必茨伯克」的比什凱克務農。1950年代起，大量重工業投資投入到當時稱作「伏龍芝」的比什凱克，但大型重工業隨著蘇聯的瓦解而停滯和萎縮下來。
自吉爾吉斯斯坦在1991年起成為獨立國家，比什凱克恢復其原名，該市的經濟發展迅速。
吉爾吉斯斯坦政府允許美國戰機使用該市的瑪納斯國際機場（Manas International Airport），作為美國對伊拉克及阿富汗作戰的空軍基地。

## 氣候
| Bishkek (1991–2020, extremes 1936–present) | Bishkek (1991–2020, extremes 1936–present) | Bishkek (1991–2020, extremes 1936–present) | Bishkek (1991–2020, extremes 1936–present) | Bishkek (1991–2020, extremes 1936–present) | Bishkek (1991–2020, extremes 1936–present) | Bishkek (1991–2020, extremes 1936–present) | Bishkek (1991–2020, extremes 1936–present) | Bishkek (1991–2020, extremes 1936–present) | Bishkek (1991–2020, extremes 1936–present) | Bishkek (1991–2020, extremes 1936–present) | Bishkek (1991–2020, extremes 1936–present) | Bishkek (1991–2020, extremes 1936–present) | Bishkek (1991–2020, extremes 1936–present) |
| 月份                                       | 1月                                        | 2月                                        | 3月                                        | 4月                                        | 5月                                        | 6月                                        | 7月                                        | 8月                                        | 9月                                        | 10月                                       | 11月                                       | 12月                                       | 全年                                       |
| ------------------------------------------ | ------------------------------------------ | ------------------------------------------ | ------------------------------------------ | ------------------------------------------ | ------------------------------------------ | ------------------------------------------ | ------------------------------------------ | ------------------------------------------ | ------------------------------------------ | ------------------------------------------ | ------------------------------------------ | ------------------------------------------ | ------------------------------------------ |
| 历史最高温 °C（°F）                        | 20.0 (68.0)                                | 25.4 (77.7)                                | 30.5 (86.9)                                | 34.7 (94.5)                                | 36.7 (98.1)                                | 40.9 (105.6)                               | 42.1 (107.8)                               | 39.7 (103.5)                               | 37.1 (98.8)                                | 34.2 (93.6)                                | 29.8 (85.6)                                | 23.7 (74.7)                                | 42.1 (107.8)                               |
| 平均高温 °C（°F）                          | 2.9 (37.2)                                 | 5.1 (41.2)                                 | 12.1 (53.8)                                | 18.7 (65.7)                                | 24.1 (75.4)                                | 29.5 (85.1)                                | 32.4 (90.3)                                | 31.4 (88.5)                                | 25.6 (78.1)                                | 18.5 (65.3)                                | 10.3 (50.5)                                | 4.6 (40.3)                                 | 17.9 (64.2)                                |
| 日均气温 °C（°F）                          | −2.7 (27.1)                                | −0.5 (31.1)                                | 6.2 (43.2)                                 | 12.8 (55.0)                                | 17.8 (64.0)                                | 22.9 (73.2)                                | 25.5 (77.9)                                | 24.2 (75.6)                                | 18.7 (65.7)                                | 11.6 (52.9)                                | 4.2 (39.6)                                 | −1.1 (30.0)                                | 11.6 (52.9)                                |
| 平均低温 °C（°F）                          | −7.1 (19.2)                                | −4.9 (23.2)                                | 1.0 (33.8)                                 | 6.9 (44.4)                                 | 11.2 (52.2)                                | 16.1 (61.0)                                | 18.4 (65.1)                                | 16.9 (62.4)                                | 11.7 (53.1)                                | 5.6 (42.1)                                 | −0.5 (31.1)                                | −5.2 (22.6)                                | 5.8 (42.4)                                 |
| 历史最低温 °C（°F）                        | −31.9 (−25.4)                              | −34 (−29)                                  | −21.8 (−7.2)                               | −12.3 (9.9)                                | −5.5 (22.1)                                | 2.4 (36.3)                                 | 7.4 (45.3)                                 | 5.1 (41.2)                                 | −2.8 (27.0)                                | −11.2 (11.8)                               | −32.2 (−26.0)                              | −29.1 (−20.4)                              | −34 (−29)                                  |
| 平均降水量 mm（）                          | 28 (1.1)                                   | 37 (1.5)                                   | 51 (2.0)                                   | 75 (3.0)                                   | 60 (2.4)                                   | 34 (1.3)                                   | 19 (0.7)                                   | 15 (0.6)                                   | 19 (0.7)                                   | 37 (1.5)                                   | 44 (1.7)                                   | 37 (1.5)                                   | 456 (18.0)                                 |
| 平均最大雪深 cm（）                        | 5 (2.0)                                    | 3 (1.2)                                    | 1 (0.4)                                    | 0 (0)                                      | 0 (0)                                      | 0 (0)                                      | 0 (0)                                      | 0 (0)                                      | 0 (0)                                      | 0 (0)                                      | 1 (0.4)                                    | 3 (1.2)                                    | 5 (2.0)                                    |
| 平均降雨天数                               | 3                                          | 5                                          | 9                                          | 12                                         | 13                                         | 10                                         | 10                                         | 6                                          | 6                                          | 8                                          | 7                                          | 4                                          | 93                                         |
| 平均降雪天数                               | 9                                          | 9                                          | 5                                          | 2                                          | 0.3                                        | 0                                          | 0                                          | 0                                          | 0                                          | 1                                          | 4                                          | 7                                          | 37                                         |
| 平均相對濕度（％）                         | 75                                         | 75                                         | 71                                         | 63                                         | 60                                         | 50                                         | 46                                         | 45                                         | 48                                         | 62                                         | 70                                         | 75                                         | 62                                         |
| 月均日照時數                               | 137                                        | 128                                        | 153                                        | 194                                        | 261                                        | 306                                        | 332                                        | 317                                        | 264                                        | 196                                        | 144                                        | 114                                        | 2,546                                      |
| 来源1：Pogoda.ru.net                       |                                            |                                            |                                            |                                            |                                            |                                            |                                            |                                            |                                            |                                            |                                            |                                            |                                            |
| 来源2：NOAA (sun, 1961–1990)               |                                            |                                            |                                            |                                            |                                            |                                            |                                            |                                            |                                            |                                            |                                            |                                            |                                            |

## 经济

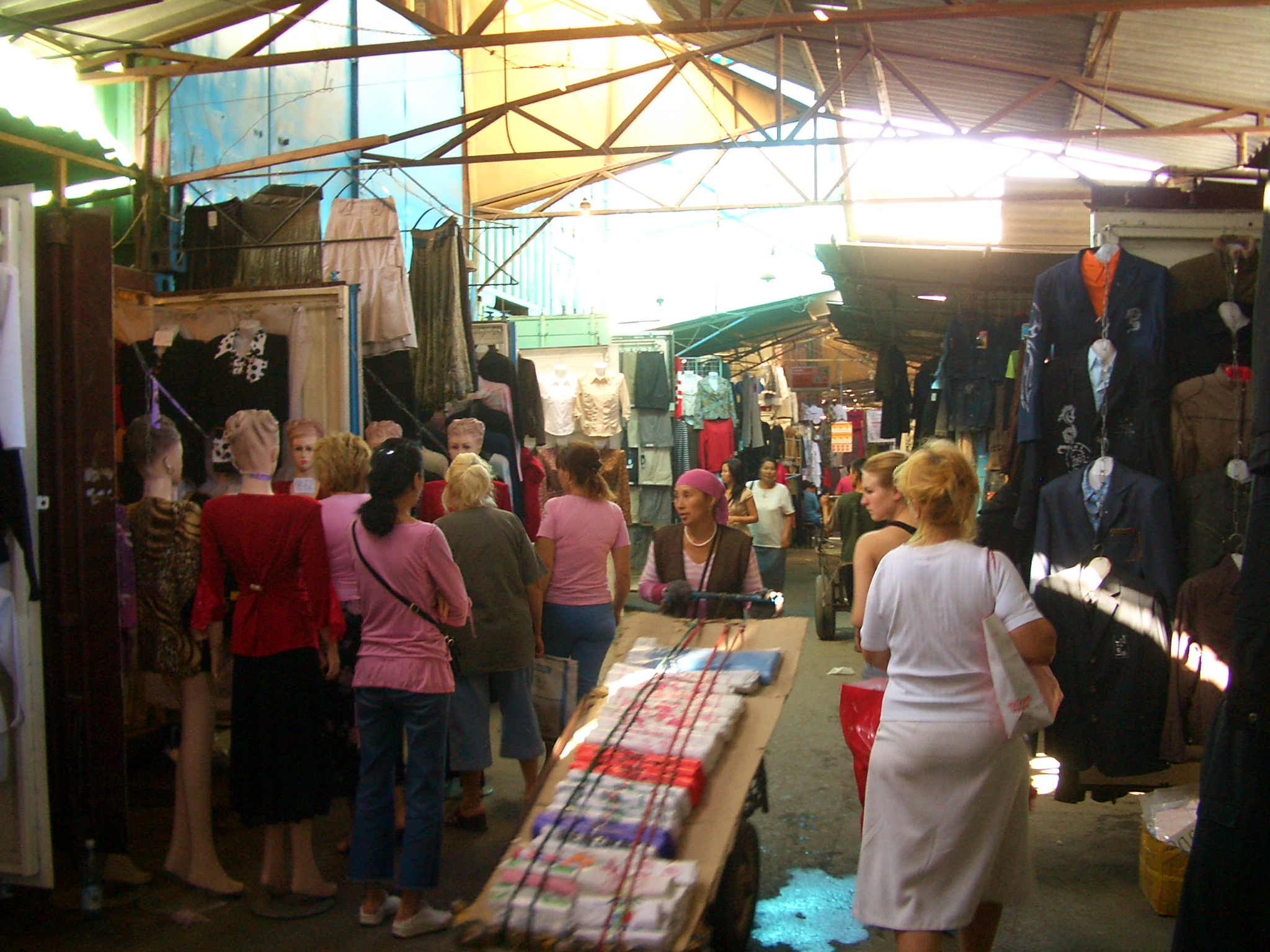
多爾多伊市場

比什凯克流通吉尔吉斯斯坦的货币，索姆。索姆的币值有规律的浮动，但到2009年9月为止，对美元的平均汇率为43索姆兑1美元。比什凯克的经济主要依靠农业，出产大量的水果、蔬菜和家畜，在偏远地区并行着实物交易的制度。比什凯克的大街通常布满了卖农产品的商人，整条街犹如一个大市场。在市中心的主要地段具有更加城市化的景观，如银行、商铺、市场和购物商场。最受欢迎的是当下流行的工匠制作的手工艺品；包括雕塑、雕刻品、油画以及以自然岩石为材料的雕塑。除此之外，在城市東北方的多爾多伊市場，是該市主要的批發市場。

### 房地產
與後蘇聯國家的許多城市一樣，自蘇聯解體以來，比什凱克的房地產經歷了巨大的變化。在蘇聯時代，房屋由政府統一分配，但在獨立後已經轉為私有制。
雖然小家庭住宅逐漸受到居民的歡迎，但大多數居民依舊居住在蘇聯時代的公寓裡。儘管吉爾吉斯經濟逐漸恢復成長，但住房市場供給的增長十分緩慢，新建築數量不多。由於需求和供給的嚴重失衡，住房價格大幅上漲——在2001年到2002年間，價格翻了一倍。
那些無力承擔高房價的居民，特別是來自農村和省級小城鎮的新移民，往往不得不選擇居住於近郊的棚戶區。棚戶區內的居住人口估計可達40萬人，約佔城市總人口的30%。雖然許多定居點缺乏電力和自來水等基礎設施，但最近當地政府已開始提供這些基本服務。

## 人口
比什凱克是吉爾吉斯人口最多的城市，2021年估計人口為107萬4075人。從城市建立時到蘇聯解體前，俄羅斯人和其他歐洲人後裔（主要是烏克蘭人和德國人）佔該市人口的大多數。根據1970年的人口普查，吉爾吉斯人僅佔城市人口的12.3%，而歐洲人佔城市總人口的比例則高達80%。現在比什凱克是一個以吉爾吉斯人為主的城市，75%的居民是吉爾吉斯人，而歐洲人只佔城市總人口的15%。 儘管如此，對年輕一代而言，俄語仍然是其主要語言，而吉爾吉斯語的使用比率仍然持續下滑。

## 交通

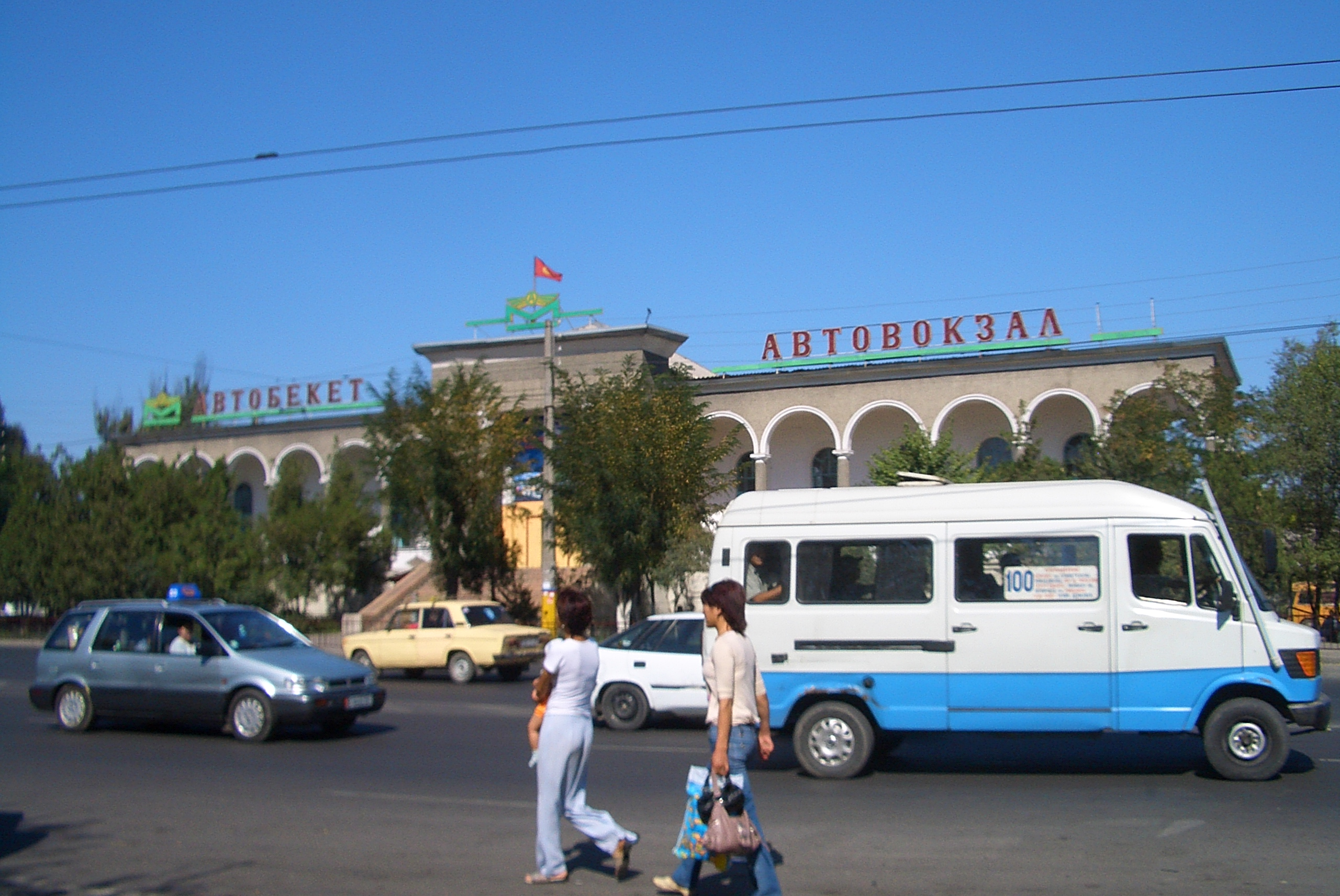
一台普通的比什凱克巴士經過巴士總站前.

### 公共運輸
比什凱克常見的公共運輸工具有巴士、無軌電車、蘇式小巴（其營運方式接近公共小巴）。其中第一台巴士和第一台無軌電車分別於1934年和1951年引入。計程車在城市中隨處可見。目前比什凱克沒有地鐵，但現正考慮興建輕鐵系統。

### 長途巴士
比什凱克有兩個主要的巴士站。 較小的舊東城客運站是小巴的始發站，提供前往吉爾吉斯東部各城鎮的運輸服務，例如坎特、托克莫克、凱明區、伊塞克阿塔區，另也搭乘前往位於哈薩克科爾代區旁的陸路口岸的長途巴士。而前往全國各地以及哈薩克的最大城市阿拉木圖及中國喀什的跨國巴士服務，則由較新的西城客運總站運營。除此之外，位於城市東北郊的多多伊市集還設有臨時客運站，供頻繁的小型巴士前往全國各地的小城鎮（從西邊的 索庫盧克區 到東邊的托克莫克都有），以及一些前往哈薩克和俄羅斯西伯利亞的巴士。

### 鐵路運輸

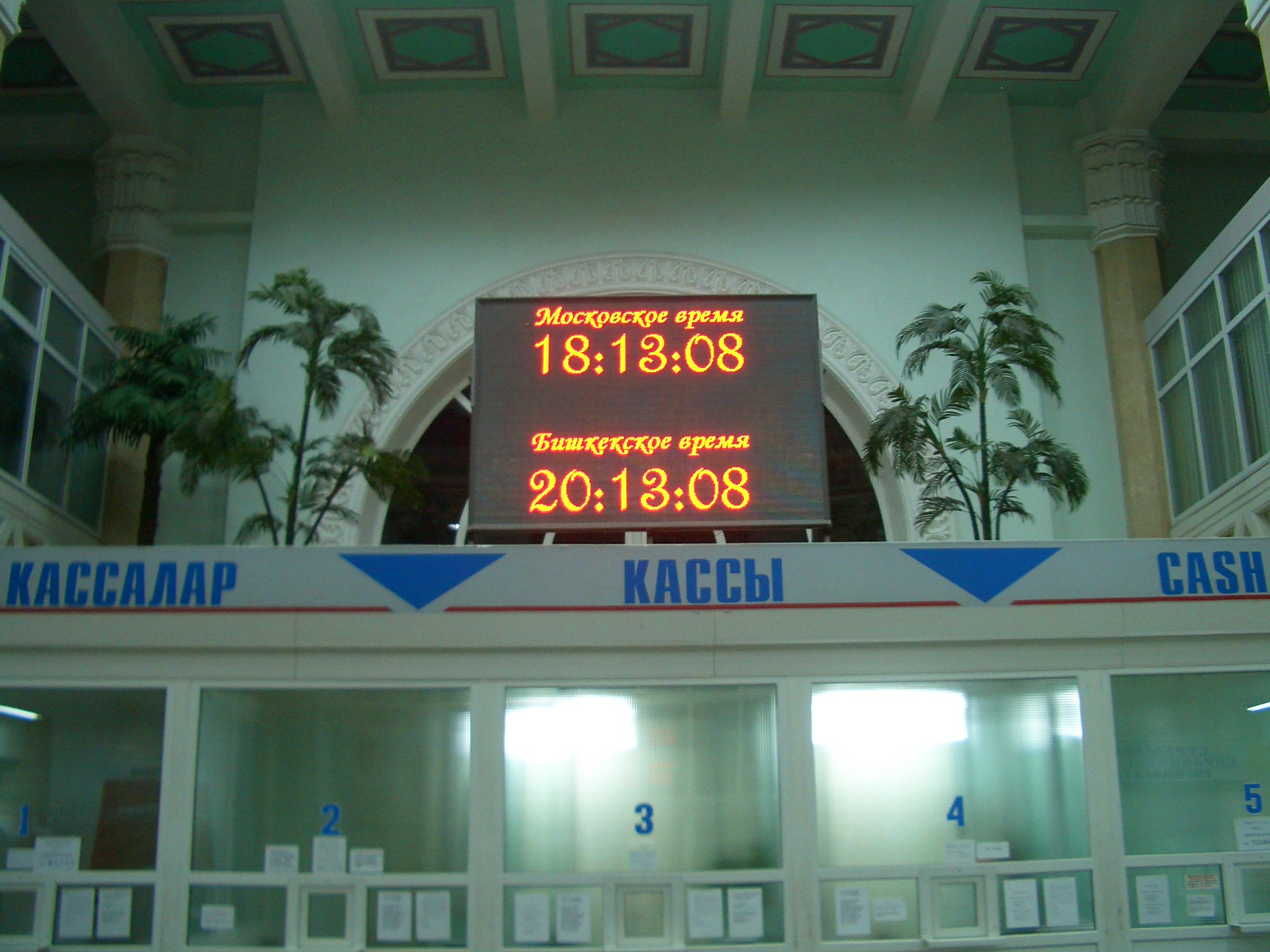
一個掛在比什凱克2站 的電子時鐘顯示了莫斯科時間和當地時間

截至2007年為止，比什凱克2站 每天只有幾趟火車。 它主要提供從比什凱克到莫斯科的長途火車服務，其運行時間長達三日。另外也有國際列車開往阿拉木圖、阿斯塔納、葉卡捷琳堡、新西伯利亞、新庫茲涅茨克等地。但由於列車須在邊境停留較長時間以及需要先行駛100公里長的聯絡線後才能匯入土西鐵路，這些列車運行的速度非常慢，例如通往葉卡捷琳堡的列車的運行時間長達48 小時。

### 航空
比什凱克的航空運輸服務主要由瑪納斯國際機場（IATA代碼FRU）提供服務，位於市中心西北部約25公里距離處。該機場亦被美軍徵用為空軍基地，稱為瑪那茲空軍基地（Manas Air Base）。（該基地有一個非官方別名為簡治空軍基地 Ganci Air Base，以紀念在911事件中殉職的紐約市消防隊長彼得·J·簡治）

## 旅遊
比什凱克市有著自公元前2世紀絲綢之路商人通商時留下的遺蹟，在宗教遺址方面，有早於公元前4世紀亚历山大帝国時期富古希臘色彩的佛教，及至公元6世紀在區內流行的景教。在人文景觀方面，13世紀至18世紀期間的部族汗國和19世紀開始滲入的俄羅斯文化的痕跡處處皆是。當中著名的景點包括：
- 米哈伊尔·伏龙芝的紀念雕像——位於首都火車站對出的公園廣場。
- 國家歷史博物館
- 國家實用藝術博物館——展示吉爾吉斯傳統手工藝品。
- 吉爾吉斯白宮——現今吉爾吉斯坦總統官邸，亦是前吉爾吉斯蘇維埃社會主義共和國的黨總部。
- 阿拉套廣場——國家獨立紀念碑設於此廣場，每天在這裡皆有軍隊換軍儀式。
- 鄧小平大街——一條東西走向的雙向6線行車大街，長3.5公里，寬約25公尺，在大街東端，矗立著一座2公尺高的紅色花崗巖紀念碑，碑的正面用中文、吉爾吉斯文和俄文寫著：「此街以中國卓越的社會和政治活動家鄧小平的名字命名」。此大道於1996年由當時的市長命名的。
- 阿拉亞卡國家公園（Ala Archa National Park）

## 國際關係

### 姊妹城市
- 中国武汉市，2016年7月
- 美国科羅拉多泉，1994年
- 阿拉木圖，1997年12月
- 阿斯塔納，2011年[22]
- 土耳其伊茲密爾[23]
- 白俄羅斯明斯克，2008年10月11日
- 伊朗德黑蘭，1994年5月23日[24]
- 伊朗加茲溫，2003年4月14日
- 德国凱姆尼茲，1997年3月19日
- 龜尾市，1991年8月14日
- 大邱廣域市，1991年4月14日
- 多哈，2014年12月8日

### 合作城市
- 中国烏魯木齊，1992年9月8日
- 中国北京，1995年3月20日
- 中国銀川市，2000年5月23日
- 中国廣州，2004年12月1日
- 俄羅斯米阿斯，1993年9月7日
- 俄羅斯葉卡捷琳堡，1996年12月13日
- 俄羅斯莫斯科，1997年8月6日
- 俄羅斯喀山，1998年12月3日
- 布哈拉，1993年12月4日
- 塔什干，1996年10月30日

## 參閲
- 東干語
- 伏龍芝軍事學院

## 外部連結
- The Spektator (archive) – society, culture, and travel articles on Kyrgyzstan and Bishkek city guide （页面存档备份，存于）